# Björkörarna
Björkörarna är en ö i Finland. Den ligger i Skärgårdshavet och i kommunen Kimitoön i den ekonomiska regionen  Åboland i landskapet Egentliga Finland, i den sydvästra delen av landet. Ön ligger omkring 56 kilometer söder om Åbo och omkring 130 kilometer väster om Helsingfors.
Öns area är 0,9 hektar och dess största längd är 180 meter i öst-västlig riktning. Ön höjer sig omkring 10 meter över havsytan.